# Ла Флорида (Чиле)
Ла Флорида (шп. La Florida) је општина у Чилеу. По подацима са пописа из 2002. године број становника у месту је био 365.563.

## Демографија
| 2002.   |
| ------- |
| 365,563 |